# IC 258
IC 258 ist eine Balken-Spiralgalaxie vom Hubble-Typ SBb im Sternbild Perseus am Nordsternhimmel. Sie ist schätzungsweise 278 Millionen Lichtjahre von der Milchstraße entfernt und hat einen Durchmesser von etwa 80.000 Lichtjahren. Gemeinsam mit IC 259 bildet sie das Galaxienpaar KPG 79.

Im selben Himmelsareal befinden sich unter anderem die Galaxien NGC 1086 und NGC 1106.
Das Objekt wurde am 3. September 1891 von dem US-amerikanischen Astronomen Sherburne Wesley Burnham entdeckt.